# Interrègne (Russie)
Pour les articles homonymes, voir Interrègne.
Dans l'Histoire russe, l'Interrègne désigne la période de trois ans qui s'écoule entre la chute de Vassili IV Chouiski, en juillet 1610, et l'avènement de Michel III Romanov, le 4 mars 1613. Cette phase est la dernière partie du Temps des troubles.

## Les faits
Lors de la déposition de Vassili IV, en juillet 1610, le pouvoir est confié à la Douma des boyards qui se compose alors de sept membres. Les boyards tenteront d'effectuer une révolution conservatrice afin de restaurer l'autocratie. À partir de 1611, le gouvernement est confié à un triumvirat composé de Liapounov, Troubetskoï et Zarucki.
Ayant prêté serment aux boyards, les moscovites les chargent de réunir les représentants de la terre russe afin d'élire un nouveau tsar ; nul ne répondant aux invitations envoyées dans les diverses cités, la Douma, conduite par le prince Fiodor Miloslavski, convoque un zemski sobor qui, le 17 août 1610, choisit pour tsar le fils du roi Sigismond III Vasa de Pologne, Ladislas de Pologne.
Sigismond refuse cependant d'autoriser son fils à ceindre la couronne de Russie, ambitionnant d'annexer les terres moscovites au royaume polonais. Outre l'illégitimité de la décision prise par le Sobor, le patriarche orthodoxe Hermogène pousse la population à refuser d'accueillir un souverain catholique.
Les Suédois en profitent pour envahir la Russie. En 1610, ils occupent Novgorod et ordonnent aux habitants de former un État indépendant dont le tsar serait Charles-Philippe, duc de Södermanland et frère cadet du roi Gustave II Adolphe. Ce projet ne vit pas le jour car les Russes reprirent immédiatement la ville.
À Moscou, le pouvoir est détenu par le général polonais Alexandre Gonciewski, qui se conduit en pays conquis, déclenchant de nombreuses émeutes (Moscou est incendié par ses habitants le 16 mars 1611). En 1611, il fait arrêter Hermogène, qui meurt en prison le 17 février 1611.
Un sursaut national agite alors la Russie et les milices populaires se soulèvent contre les troupes polonaises. En octobre 1612, les Polonais, affamés, quittent Moscou.
En janvier 1613, un nouveau Sobor est réuni afin d'élire un nouveau souverain ; après l'éviction des candidatures de Ladislas Wasa, de Sigismond III et du prince Philippe de Suède, plusieurs autres candidatures sont évoquées, dont celle du prince Mstislavski. Mais le 7 février 1613, le Sobor élit Michel Romanov, jeune fils du patriarche Philarète, résidant au monastère Ipatiev ; il est proclamé tsar le 21 février suivant.